# Andrea James

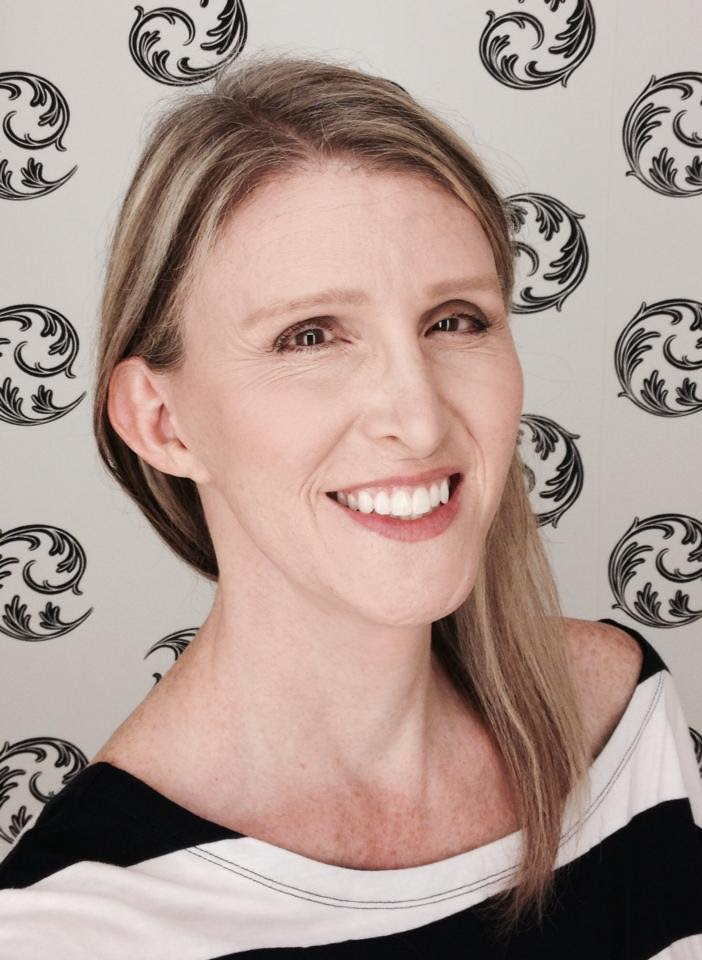
Andrea James, 2014

 Andrea Jean James  (* 16. Januar 1967) ist eine amerikanische Transgender-Menschenrechts-Aktivistin, Filmproduzentin, Regisseurin und Autorin.
James wuchs in Indiana auf und wurde am Wabash College und der University of Chicago ausgebildet. Nach dem College arbeitete James zehn Jahre lang in Chicago. Ab 1996 schuf sie Konsumentenseiten Transsexual Road Map, HairFacts und HairTell. James schrieb für Boing Boing, The Advocate, The Huffington Post und The Atlantic.
James zog 2003 nach Los Angeles und gründete mit der Autorin, Entertainerin und Transgender-Aktivistin Calpernia Addams die Deep Stealth Productions. Addams kam 1999 in die Schlagzeilen, als ihr Freund, der Soldat Barry Winchell von seinen Kameraden wegen Homosexualität ermordet wurde. Sie produzierten Anleitungsvideos und produzierten und traten in der ersten Transgender-Besetzung von Die Vagina-Monologe auf und brachten ein neues Stück heraus, das von Eve Ensler geschrieben wurde. James erschien dann im Jahr 2005 in Transamerica und trainierte den Filmstar Felicity Huffman.
Sie arbeitete mit anderen Transgenderfrauen einschließlich Lynn Conway und Deirdre McCloskey, um die akademische Ausbeutung von Transgenderpersonen zu unterbinden.
James schrieb mehrere Bücher oder beriet Autoren, darunter die Autobiographie Mark 947 aus dem Jahr 2002 von Calpernia Addams, die Autobiographie Pholomolo von Veronique Renard aus dem Jahr 2007, das Selbsthilfebuch 2014, Trans Bodies, Trans Selves und Selbsthilfe-Parodie Suck Less von Willam Belli. Sie arbeitete mit Deanne Thornton als Mitherausgeberin für die Anthologie Letters for My Sisters (2014) mit. Sie ist in den Fotobüchern Vagina Warriors von Eve Ensler und Joyce Tenneson und The World According to Wonder von World of Wonder, in der Gebrauchsanweisung Facial Feminization Surgery von Douglas Ousterhout, und in 51%: Women and the Future of Politics von Terri Spahr Nelson.
James hat mit Social-Media-Plattformen wie Facebook über Content Moderation und Community Standards gearbeitet. 2016 arbeitete sie mit Tinder an der Einführung von geschlechtsspezifischen Profiloptionen.
2014 leitete sie Alec Mapa: Baby Daddy, einen Comedy-Film mit Alec Mapa. Im Jahr 2016 nahm sie an der Intelligence Squared -Diskussion über Geschlechtsidentität teil, die in Sydney für BBC World News gefilmt wurde. Sie war Produzentin der 2017er Dokumentation Gender Revolution mit Katie Couric.